# 麗豐控股
麗豐控股有限公司，簡稱麗豐控股（英語：Lai Fung Holdings Limited)，港交所：1125，自1993年成立以來，專注於中國大陸經營房地產開發商。
在1997年11月28日，在香港交易所主板上市，現時主席為林建岳博士，執行副主席為林建康，行政总裁為林孝賢。總部位於香港中環干諾道1號友邦金融中心19樓。主要地區包括廣州、中山及上海地區。
豐德麗及麗豐在2011年9月宣布，未來計劃投資一百八十億人民幣在與澳門毗鄰的橫琴發展文化產業項目，有關項目佔地一平方公里。

## 持有物業
- 廣州東風廣場
- 廣州五月花商業廣場100%

2013年8月2日麗豐控股，增持廣州五月花商業廣場22.5%權益，涉資2.17億元
- 廣州海珠廣場
- 廣州富邦廣場
- 廣州御金沙47.5%
- 廣州港景中心
- 廣州東山京士柏公館
- 中山棕櫚彩虹花園
- 上海香港廣場
- 上海凱欣豪園
- 上海五月花生活廣場
- 上海閘北廣場

## 橫琴項目
2013年9月,麗豐控股和豐德麗宣布，麗豐投得一幅位於珠海橫琴新區面積 13.02萬平方米之土地，土地地價為5.23億元人民幣 (6.6億港元)，項目之投資總額將不少於30億元人民幣(37.82億港元), 將發展為文化創意產業和有關商業項目。
2017年9月,麗豐控股和豐德麗控股公布，麗豐一間附屬公司和保時捷訂立協議，發展及營運一間以汽車為主題的文化體驗館。該項目將於珠海橫琴的創新方項目第二期內推行，麗豐仍就有關土地出讓及創新方發展和橫琴政府進行磋商。
2018年7月, 麗豐發出公布，表示與保時捷在協議到期日前, 未能就發展體驗館之保時捷特許知識產權授權,及其提供顧問服務達成最終協議。而關於創新方第二期的持續發展，麗豐繼續和其他國際品牌探討合作機會，希望打造獨一無二的個人化娛樂體驗。

## 強拆事件
2013年6月10日晚上11時，麗豐控股附屬公司廣州翠樺地產置業有限公司使出兩台挖土機，將位於廣州市越秀區觀綠路和詩書路交界的金陵台和妙高台強行拆毀。這兩棟建築物在1946年開始興建。根據報紙記者的調查，時任香港旅遊發展局主席林建岳乃該公司的法定代表人。麗豐控股在2011至12年的年報有提及「廣州觀綠路項目」，內容是擬建為住宅大廈連停車位及配套設施，預料在2014年完工。
廣州市當局在2012年5月組織專家考察後，專家建議將妙高台一號和三號、金陵台二號和四號、詩書路六十九號之一作為歷史建築，應予以保留，拆遷被叫停。市規劃局聲稱之前已通知開發商暫緩拆遷，並與開發商談判，提出兩個方案，一是收回地皮，二是優化建設方案，保留歷史建築物，但開發商無積極回應，最終更於近日「出手」拆屋。該地皮在2008年曾獲發「建設用地規劃許可證」。
廣州是粵劇發源重地，詩書路在民國時期曾是達官貴人聚居之地。有妙高台的居民指，薛覺先曾於上世紀五十年代初在妙高台四號住過兩三年，而當時另一位粵劇名人陳天縱也曾租住薛覺先住所，已故香港藝人鄧光榮也曾在妙高台街尾居住過。有不少廣州媒體將今次強拆事件形容為嚴重傷害了當地近年致力提倡的保護粵劇運動，有評論稱，保護粵劇一詞目前在當地民間是一道呼聲日高的護身符，但依然未能阻擋妙高台與金陵台被毀，開發商的行為是拆掉廣州保護粵劇的招牌。有大陸網民批評違規者缺乏對歷史的尊重，充分展示權勢的無恥。有專家指，包括粵劇泰斗薛覺先故居在內的金陵台和妙高台被拆，顯示保育條例起不了保護作用，建議中國大陸加快評定程序及加重罰則。
一名熟知金陵台事件開發商的知情人向《羊城晚報》記者稱：考慮到文物確實有價值，開發商去年還是停工了，但事實是政府找些專家過來看看後就沒了下文，開發商也跑了很多個政府部門，但都在推，拆和不拆一直不表態，一拖就是一年，開發商光利息和支付工人工資就損失了幾千萬。

## 外部連結
- LaiFung.com（页面存档备份，存于）
- 香港廣場（页面存档备份，存于）